# تیمونیوم یدید
تیمونیوم یدید (انگلیسی: Tiemonium iodide) یک داروی ضد موسکارینی است که جذب آن از روده ضعیف و اندک است. پاره‌مولکول فعال آن تیمونیوم است که کاتیون آمونیوم نوع چهارم است.